# 99 Homes – Stadt ohne Gewissen
99 Homes – Stadt ohne Gewissen (Originaltitel: 99 Homes) ist ein US-amerikanisches Filmdrama von Regisseur Ramin Bahrani aus dem Jahr 2014.

## Handlung
Dennis Nash ist ein alleinerziehender Vater aus Orlando, Florida. Nachdem er seine Anstellung als Bauarbeiter verliert, sind er, seine Mutter Lynn und sein Sohn Connor, mit welchen er zusammen lebt, gezwungen ihre Wohnung zu verlassen. Dabei ist der Hausverwalter Rick Carver für die ordnungsgemäße Durchführung der Räumung zuständig. Carver bietet Dennis eine Anstellung als Handwerker bei sich an, welche Dennis annimmt. Dennis zeigt sich als guter Arbeiter und wird von Carver schnell zu dessen Assistenten befördert. Nun muss er selbst Zwangsräumungen durchführen und erkennt schnell, dass es in diesem Bereich viel Geld zu holen gibt. Carver zeigt ihm, wie man bestehende Gesetze ausnutzen kann, um Räumungsklagen gegen verschuldete Hausbesitzer durchzusetzen.
Dennis verdient dadurch viel Geld und plant, sich sein Haus wieder zurückzukaufen. Da dies jedoch rechtlich mit einigen Komplikationen verbunden ist, entscheidet er sich stattdessen für den Kauf eines weitaus größeren und luxuriöseren Hauses. Als seine Mutter und sein Sohn jedoch erfahren, dass Dennis sich das Haus nur leisten konnte, da er finanziell bedürftigen Menschen, wie auch Dennis einst einer war, den letzten Cent aus der Tasche zieht, sind sie schockiert und entscheiden sich dazu, stattdessen bei Lynns Bruder zu leben.
Mittlerweile hat ein Eigenheimbesitzer Klage gegen ein Großprojekt Carvers eingereicht, doch Carver gewinnt den Prozess, indem er Dennis ein gefälschtes Dokument bei Gericht vorlegen lässt. Bei der folgenden Räumung des Hauses weigert sich der Mann jedoch, das Gebäude zu verlassen, und die Situation spannt sich an. Kurz bevor es zu einem Schusswechsel zwischen der Polizei und dem Mann kommt, gibt Dennis zu, dass er ein gefälschtes Dokument abgeliefert hat. Dennis wird daraufhin von der Polizei abgeführt, jedoch nicht, ohne ein Lächeln des Sohns des Hausbesitzers zu Gesicht zu bekommen.

## Hintergrund
Gedreht wurde ab dem 18. November 2013 in New Orleans.
Der Film feierte am 29. August 2014 Premiere in Venedig, wo er um den Goldenen Löwe konkurrierte, sich jedoch dem schwedischen Film Eine Taube sitzt auf einem Zweig und denkt über das Leben nach geschlagen geben musste. In den Vereinigten Staaten kam der Film erst Ende 2015 in die Kinos, weshalb er bei den Preisverleihungen auch erst für das Filmjahr 2015 berücksichtigt wurde. In Deutschland erschien er nicht im Kino, wurde jedoch am 7. April 2016 auf DVD veröffentlicht.
Regisseur Bahrani widmete den Film dem im April 2013 verstorbenen Filmkritiker Roger Ebert.

## Kritik
Der Film wurde von Kritikern gut aufgenommen. Auf der Website Rotten Tomatoes hält er eine Bewertung von 92 %, basierend auf einer Durchschnittswertung von 7,6/10 und 138 gewerteten Kritikerstimmen. In dem Fazit der Seite wird der Film als „moderne ökonomische Parabel, deren gerechter Zorn gut mit Intelligenz und Mitgefühl abgestimmt wird“ bezeichnet. Kritiker lobten vor allem Michael Shannons Darbietung als Rick Carver.

## Auszeichnungen
Los Angeles Film Critics Association Awards 2015
- Auszeichnung in der Kategorie Bester Nebendarsteller für Michael Shannon

Golden Globe Awards 2016
- Nominierung in der Kategorie Bester Nebendarsteller für Michael Shannon

Screen Actors Guild Awards 2016
- Nominierung in der Kategorie Bester Nebendarsteller für Michael Shannon

Independent Spirit Awards 2016
- Nominierung in der Kategorie Bester Nebendarsteller für Michael Shannon

Critics’ Choice Movie Awards Jan. 2016
- Nominierung in der Kategorie Bester Nebendarsteller für Michael Shannon

Saturn-Award-Verleihung 2016
- Nominierung in der Kategorie Bester Independentfilm
- Nominierung in der Kategorie Bester Nebendarsteller für Michael Shannon